# Ibn al-Muqaffa'

Ibn al-Muqaffa'

Ibn al-Muqaffa‘, Abū Muḥammad ‘Abd-Allāh este numele luat la convertirea la islam, cu care a devenit celebru, al zoroastrianului Rōzbeh pūr-e Dādōe (cca 721, Gōr, Fīrūzābād – 757, Basra), a fost un prozator persan de limbă arabă și traducător din secolul al VIII-lea. 

## Biografie
Ibn al-Muqaffa‘ s-a născut în jurul anului 721 în familia unui nobil persan însărcinat cu colectarea taxelor de către califii omayyazi. Ibn al-Muqaffa‘ studiază la Basra, apoi, în 743 este numit secretar al guvernatorului omayyad Masīh bin Hawārī din Šāpūr, Fārs. După preluarea conducerii califatului de către abbasizi, se va întoarce în Basra, unde va trăi în perioada 751 – 757 și va lucra ca secretar al lui ‘Īsā bin ‘Alī. Ibn Muqaffa‘ sfârșește tragic, în 757, în urma învinuirii de zandaqa  (apostazie). .

## Opere originale

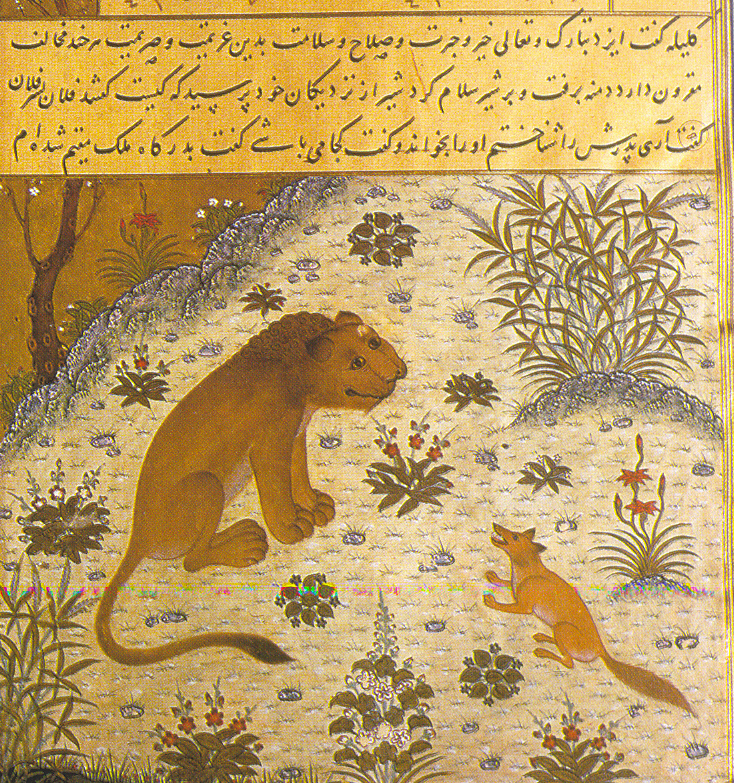
Ilustraţie la Kalila şi Dimna, manuscris persan (sec. 15)

- Kitāb al-adab al-kabīr  ("Marele tratat de bună-învățătură")
- Kitāb al-adab al-ṣaġīr  ("Micul tratat de bună-învățătură")
- Risāla fi-l-sahāba  ("Epistola despre însoțitori").

## Opere traduse
Kalila și Dimna (Kalila și Dimna) considerată de istoricul americano-libanez Philip K. Hitti ca fiind: „Cea mai veche operă literară care ne-a parvenit în limba arabă este Kalīla wa-Dimna (o culegere de fabule), tradusă din persana medie, versiune transpusă de fapt din sanskrită. Lucrarea originală a fost adusă în Persia din India, împreună cu jocul de șah, în timpul domniei lui Anāšarwān (Anōšīrvān, n.n.) (531-578). Versiunea în arabă are o valoare deosebită datorită faptului că cea în persană s-a pierdut, la fel ca și originalul sanskrit, deși întregul material, într-o formă mai elaborată, se regăsește în Pančatantra. Astfel, versiunea arabă a fost sursa tuturor traducerilor […]. Cartea, menită să îi învețe pe prinți arta guvernării, a fost rescrisă în arabă de Ibn al-Muqaffa‘[…]. Traducerea lui Ibn al-Muqaffa‘ era în sine o capodoperă stilistică. Începând cu el, proza din perioada abbasidă a purtat amprenta stilului persan, de o eleganță extravagantă, o imagistică bogată și o exprimare bogat ornamentată. Vechiul stil arab, viril, percutant și tern a fost înlocuit în bună măsură de cel prețios, sasanid” .

## Ibn al-Muqaffa' în limba română

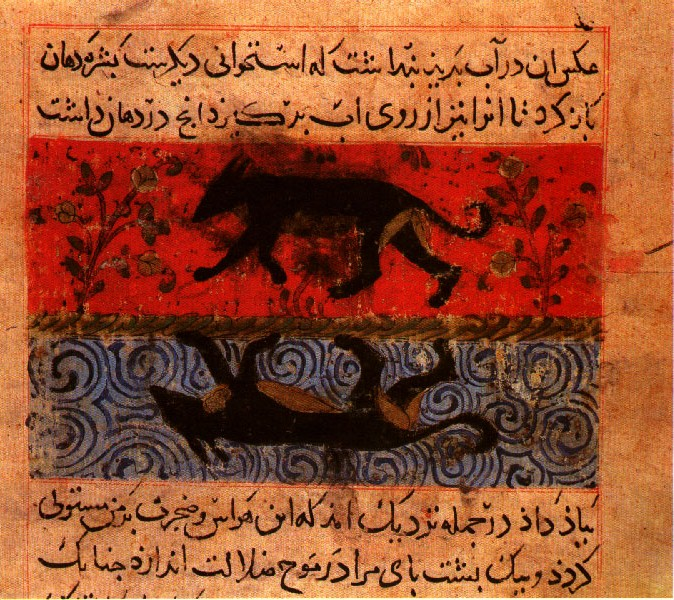
Ilustraţie la Kalila şi Dimna, manuscris din Bagdad (sec. 13)

"Kalila și Dimna sau Poveștile lui Bidpai", traducere după versiunea arabă a lui Ibn al-Muqaffa', note și postafață: George Grigore. Iași: Editura Polirom, 2010.